# Plagiochila cyclophylla
Plagiochila cyclophylla là một loài rêu trong họ Plagiochilaceae. Loài này được V.F. Schiffner ex Herzog mô tả khoa học đầu tiên năm 1938.
Danh pháp khoa học của loài này chưa được làm sáng tỏ. 